# Georg Haubold

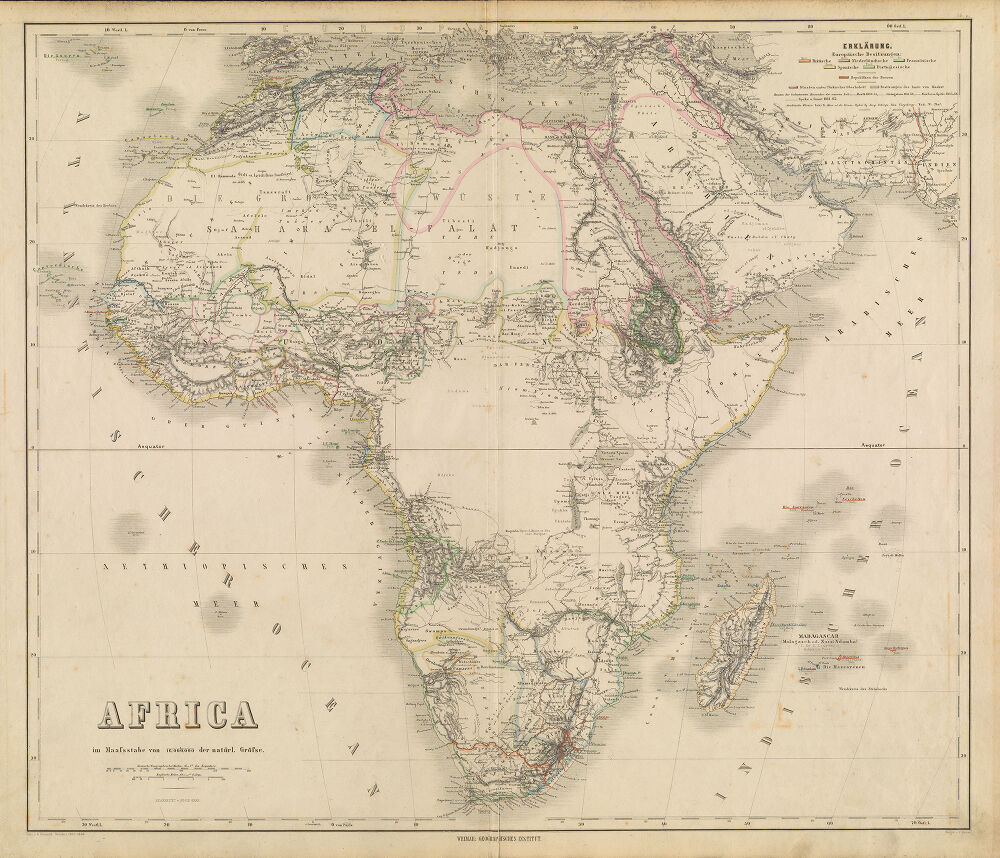
Karte von Afrika von Georg Haubold 1868

Georg Haubold († 1879 in Weimar) war Kartograph und Kupfer- und Stahlstecher am Geographischen Institut Weimar. Seine Wirkungszeit in Weimar lag zwischen 1846 und 1879. Seit 1851 betrieb Haubold eine selbstständige „Geographische Kunstanstalt Georg Haubold“. Er arbeitete mit an den bedeutenden Kartenwerken von Heinrich Kiepert und Karl Gräf. Auch an denen von Adolf Gräf wirkte er mit.